# Kisielew (wieś)
Kisielew – wieś sołecka w Polsce położona w województwie mazowieckim, w powiecie łosickim, w gminie Platerów. Jest drugą najludniejszą miejscowością w gminie Platerów.
W Kisielewie znajduje się jednostka ochotniczej straży pożarnej.

## Historia
W 1580 roku wieś leżała w powiecie mielnickim w Koronie Królestwa Polskiego. Miejscowość posiadał w 1673 roku stolnik podlaski Maciej Krassowski, Kisielow leżał w ziemi mielnickiej województwa podlaskiego w 1795 roku.
Po III rozbiorze Polski Kisielew znalazł się do 1809 roku pod zaborem Austrii w cyrkule siedleckim. W 1809 roku wioska i okolice wchodziły w skład utworzonego w 1807 roku Księstwa Warszawskiego. W wyniku likwidacji Księstwa podczas kongresu wiedeńskiego, wieś znalazła się w Królestwie Polskim. W związku z wybuchem I wojny światowej wioska znalazła się w sferze terenów okupowanych przez państwa centralne. Po zakończeniu wojny polsko-bolszewickiej Kisielew znalazł się na terytorium II Rzeczypospolitej. Podczas kampanii wrześniowej miejscowość została zajęta przez Niemców. Następnie była okupowana przez ZSRR, a ostatecznie włączona w skład Generalnego Gubernatorstwa. W czasie II wojny światowej w okolicy działały oddziały partyzanckie wchodzące w skład 5 Wileńskiej Brygady AK. Po zakończeniu wojny wieś znalazła się na terytorium PRL-u. W latach 1975–1998 miejscowość administracyjnie należała do województwa bialskopodlaskiego.

## Demografia
| 1827 | 1886 | 1921 | 1970 | 1998 | 2002 | 2009 | 2011 | 2019 | 2021 |
| ---- | ---- | ---- | ---- | ---- | ---- | ---- | ---- | ---- | ---- |
| 264  | 346  | 489  | 488  | 487  | 423  | 445  | 415  | 389  | 378  |

Na przestrzeni lat 1998–2021 liczba mieszkańców zmalała o około 22%. Według stanu na 2021 rok populacja Kisielewa stanowiła ok. 8% mieszkańców gminy Platerów.
Według danych na 2011 rok 57,3% mieszkańców wsi jest w wieku produkcyjnym, 20,7% w wieku przedprodukcyjnym, a 21,9% mieszkańców jest w wieku poprodukcyjnym.

## Transport
Przez wieś Kisielew nie przechodzi żadna droga publiczna o znaczeniu wojewódzkim lub wyższym. Najbliższa droga przejeżdżającą koło wioski o znaczeniu wojewódzkim to droga krajowa nr 19 Białystok – Rzeszów.

## Przyroda
Wieś znajduje się na obszarze Parku Krajobrazowego Podlaski Przełom Bugu. W Kisielewie znajduje się również pomnik przyrody ustanowiony 30 grudnia 1994 roku.

## Galeria

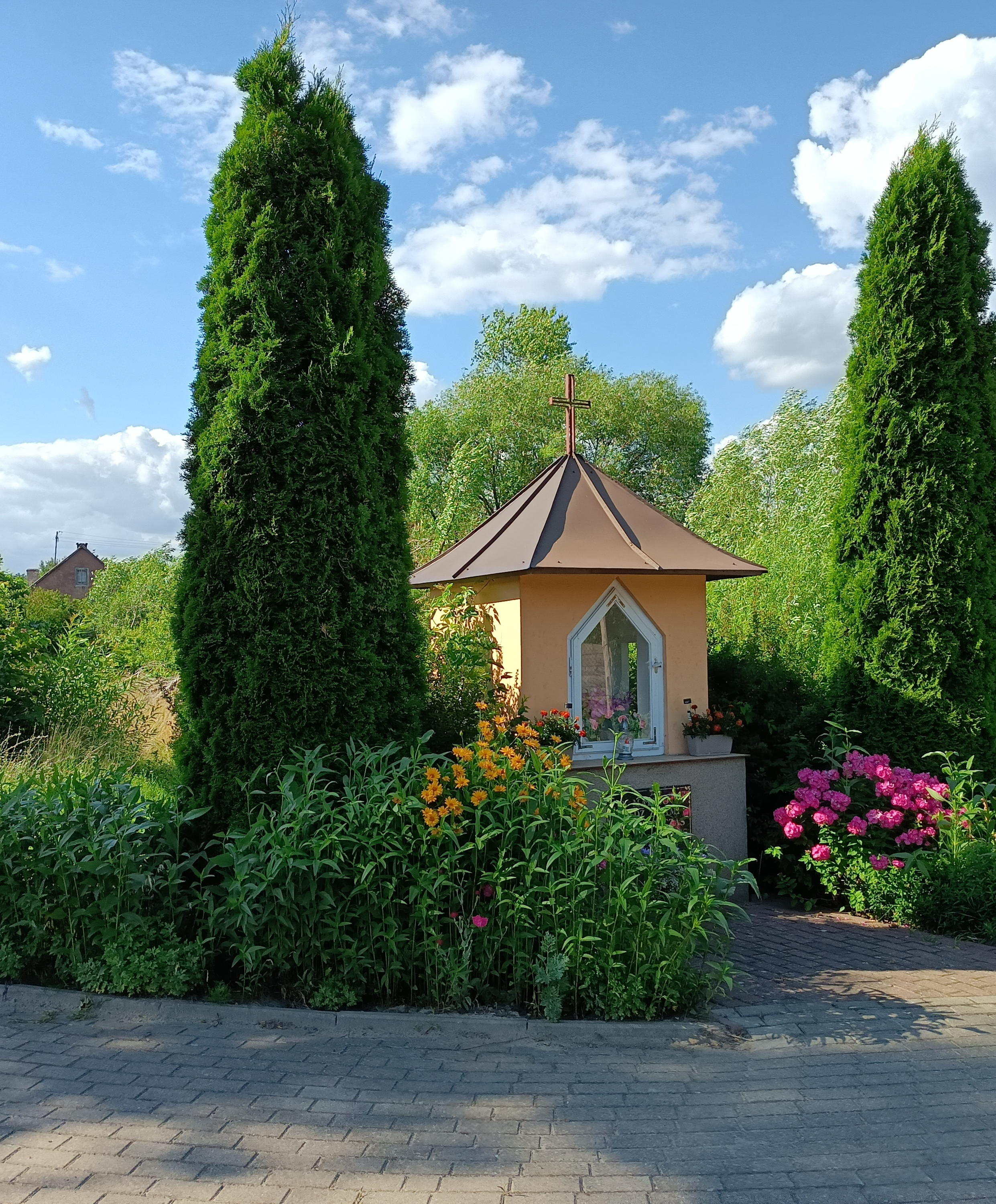
Kapliczka Matki Boskiej znajdująca się na styku dróg w Kisielewie
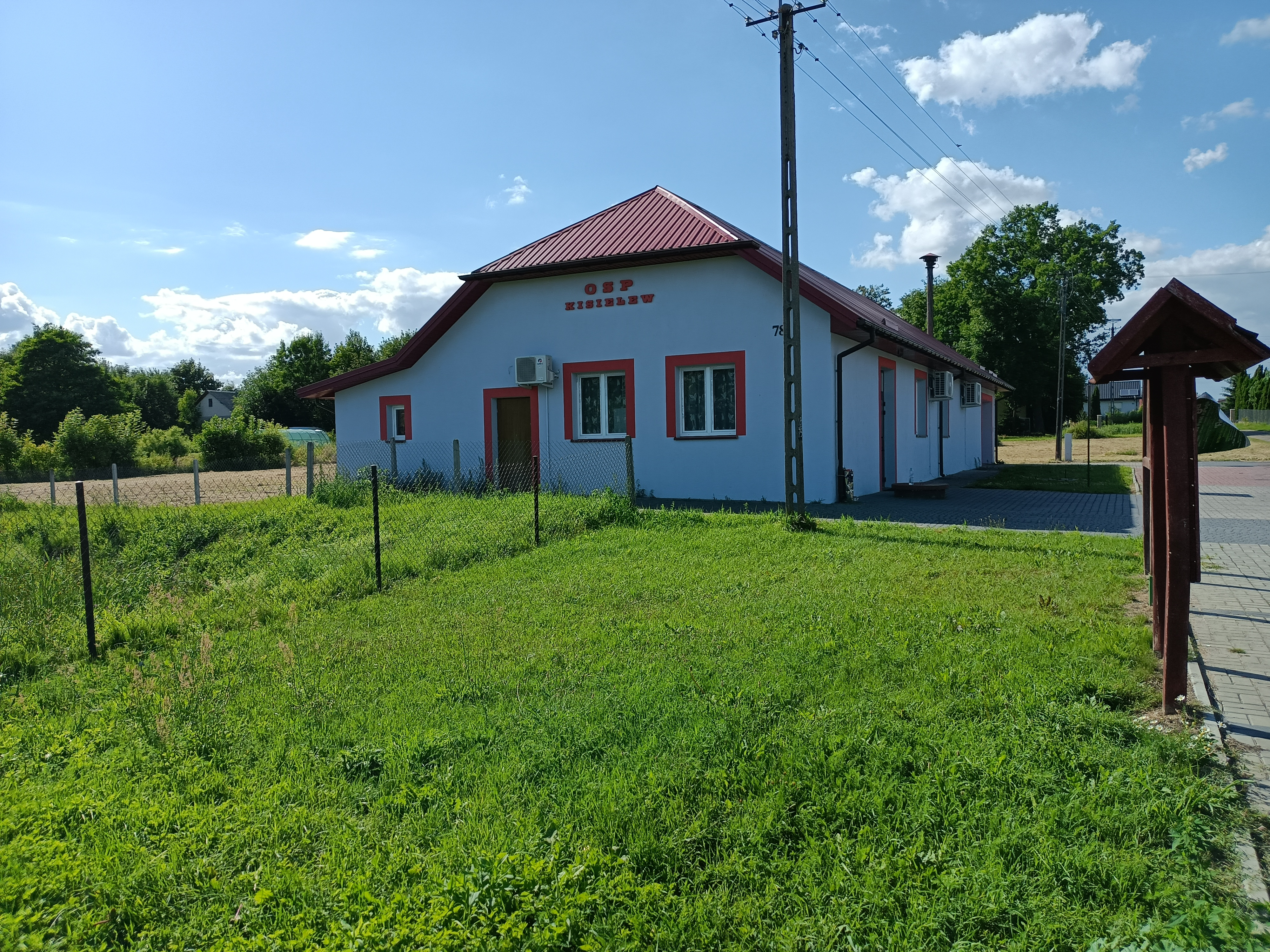
Budynek ochotniczej straży pożarnej